# هويتي
هويتي، تطبيق محمول حكومي كويتي أطلقته الهيئة العامة للمعلومات المدنية في 22 أبريل 2020، وهو مصمم للهواتف الذكية والأجهزة اللوحية، وغيرها من الأجهزة المحمولة العاملة بنظامي آي أو إس وأندرويد، وهو يقدم خدماته لمواطني ومقيمي دولة الكويت، ويُمثل هوية رقمية آمنة، يُمكن استخدمها للتحقق من هوية حاملها والمصادقة والدخول الآمن للخدمات الإلكترونية الحكومية وغير الحكومية والتوقيع الإلكتروني المعتمد للمعاملات والمستندات والوثائق الإلكترونية وغيرها من الخدمات ذات الصلة. جاء إطلاق التطبيق بعيد جائحة فيروس كورونا، واستجابة للإجراءات الاحترازية المتخذة في البلاد وتسهيلًا على المواطنين والمقيمين، وتفعيلًا للقرار الوزاري رقم 1/2020 بشأن الاعتداد بالبطاقة المدنية الرقمية.

## وصلات خارجية
- صفحة التطبيق على منصة آب ستور
- صفحة التطبيق على منصة جوجل بلاي